# Arkharavia
Arkharavia is een sauropode dinosauriër, behorend tot de groep van de Macronaria, die tijdens het late Krijt leefde in het gebied van het huidige Siberië.
De typesoort Arkharavia heterocoelica is in 2010 beschreven en benoemd door de Russische paleontologen Wladimir Alifanow en Joeri Bolotski. De geslachtsnaam verwijst naar de plaats Archara en verbindt dit met het Latijnse via, "weg" omdat de resten gevonden zijn langs de weg naar dat dorp. De soortaanduiding verwijst naar de heterocoele wervels.
De fossielen zijn gevonden in de Oblast Amoer in een laag uit het Maastrichtien en bestaan uit enkele losse wervels uit de staartbasis en een losse tand, wellicht van verschillende individuen. De wervels zijn licht heterocoel: ze zijn ruwweg ovaal van doorsnede en hol over de lengteas en bol over de breedteas, zodat de gewrichten van de wervelcentra een zadelvormig oppervlak hebben. De wervels zijn tamelijk kort maar met zeer hoge, 25 centimeter lange, doornuitsteeksels. Het holotype is de voorste staartwervel AEIM N° 2/418. Als paratypen zijn aangewezen de wervels AEIM N° 1/316, AEIM N° 2/720 en AEIM N° 2/997. In 2011 bleken de paratypen echter hadrosauride wervels te zijn. Ook de tand is vermoedelijk hadrosauride.
Arkharavia is een vrij kleine plantenetende soort.
De wervels lijken wat op die van de Zuid-Amerikaanse sauropode Chubutisaurus zodat de beschrijvers Arkharavia bij de Titanosauriformes hebben ingedeeld. Arkharavia is de eerste sauropode die in Rusland uit lagen van het late Krijt is gevonden. In 2011 werd de soort gezien als Titanosauriformes incertae sedis.